# Renáta Jamrichová
Renáta Jamrichová, née le 20 juin 2007, est une joueuse de tennis slovaque, professionnelle depuis 2023.

## Carrière junior
En octobre 2022, pour sa première apparition dans un tournoi professionnel, Renáta Jamrichová parvient en quart de finale de l'ITF de Trnava, battue par la Chinoise Wang Xinyu. Le mois suivant, elle est demi-finaliste à Bratislava (60 000 $) après avoir battu la 100e mondiale Anna Karolína Schmiedlová. Elle réédite sa performance au même endroit l'année suivante où elle bat notamment la Française Chloé Paquet. À seulement 15 ans, elle est sélectionnée pour représenter la Slovaquie pour les phases finales de la Coupe Billie Jean King.
Début 2023, elle remporte avec l'Italienne Federica Urgsesi, le double filles de l'Open d'Australie. En simple, elle est stoppée en quart de finale par la Russe Mirra Andreeva. Elle est aussi demi-finaliste à Wimbledon et à l'US Open, ce qui lui permet de terminer la saison à la 3e place mondiale du circuit ITF Junior.
Tête de série n°1 du tournoi, elle gagne en janvier 2024 le titre en junior de l'Open d'Australie contre la locale Emerson Jones (6-4, 6-1),,.
En avril 2024, elle permet à son équipe, la Slovaquie, de se qualifier pour la phase finale de la Coupe Billie Jean King en remportant à 16 ans, son match contre la Slovène Veronika Erjavec.
Elle remporte un 2e titre en Grand Chelem double filles junior à Roland-Garros en juin 2024 avec la Tchèque Tereza Valentová.
À Wimbledon, elle remporte un 2e titre du Grand Chelem, toujours contre l'Australienne Emerson Jones.

## Carrière professionnelle
Elle commence l'année 2025 en disputant les qualifications de l'Open d'Australie à la suite de l'obtention d'une wild-card. Elle est battue au 2e par la Française Carole Monnet.

## Parcours en Grand Chelem

### Simples dames
| Année | Open d'Australie | Open d'Australie | Internationaux de France | Internationaux de France | Wimbledon | Wimbledon      | US Open | US Open |
| ----- | ---------------- | ---------------- | ------------------------ | ------------------------ | --------- | -------------- | ------- | ------- |
| 2025  | Q2               | Carole Monnet    | —                        | —                        | Q2        | Joanna Garland |         |         |

N.B. : à droite du résultat se trouve le nom de l'ultime adversaire.

## Parcours en Grand Chelem junior

### En simple filles
| Année | Open d'Australie | Open d'Australie | Internationaux de France | Internationaux de France | Wimbledon  | Wimbledon        | US Open    | US Open          |
| ----- | ---------------- | ---------------- | ------------------------ | ------------------------ | ---------- | ---------------- | ---------- | ---------------- |
| 2023  | 1/4 de finale    | Mirra Andreeva   | 1/8 de finale            | Anastasiia Gureva        | 1/2 finale | Clervie Ngounoue | 1/2 finale | Tereza Valentová |
| 2024  | Victoire         | Emerson Jones    | 1/4 de finale            | Tereza Valentová         | Victoire   | Emerson Jones    |            |                  |

N.B. : à droite du résultat se trouve le nom de l'ultime adversaire.

### En double filles
| 2023 | Victoire F. Urgesi                                                          | H. Kinoshita S. Saito | 1/2 finale F. Urgesi \|\| style="text-align:left;" \| A. Korneeva S. Saito | 1/2 finale F. Urgesi \|\| style="text-align:left;" \| A. Kovačková L. Samsonová          | 1/2 finale K. Quevedo \|\| style="text-align:left;" \| S. Saito N. Sato |   |
| 2024 | 1/8 de finale I. Lacy \|\| style="text-align:left;" \| M. Joint K. Sidorova | Victoire T. Valentová | T.C. Grant I. Jovic                                                        | 1/8 de finale E. Koike \|\| style="text-align:left;" \| A. Arystanbekova S. Zhiyenbayeva | —                                                                       | — |

N.B. : le nom de la partenaire se trouve sous le résultat ; les noms des ultimes adversaires se trouvent à droite.

## Classements WTA en fin de saison
| Année          | 2022 | 2023 |
| Rang en simple | 881  | 610  |
| Rang en double | –    | 1161 |

Source : (en) Classements de Renáta Jamrichová sur le site officiel de la Fédération internationale de tennis

## Classement ITF Junior en fin de saison
| Année          | 2020 | 2021 | 2022 | 2023 |
| Rang en simple | 1197 | 297  | 23   | 3    |

Source : (en) Classements de Renáta Jamrichová sur le site officiel de la Fédération internationale de tennis